# Psapharoctes
Psapharoctes – rodzaj chrząszczy z rodziny kózkowatych. 

## Zasięg występowania
Przedstawiciele tego rodzaju występują w  Ameryce Środkowej Gujanie Francuskiej i płn. Brazylii na płd.

## Systematyka
Do Psapharoctes zaliczane są 2 gatunki:
- Psapharoctes fanchonae,
- Psapharoctes hermieri.